# Thunder Over the Plains
Thunder Over the Plains (bra: Tempestade no Texas ou Torrentes de Vingança; prt: Tempestade na Planície) é um filme de faroeste norte-americano de 1953, escrito por Russell S. Hughes, dirigido por Andre DeToth e estrelado por Randolph Scott e Lex Barker.

## Sinopse
Nos anos que se seguem à Guerra de Secessão, oportunistas tomam o poder no Texas, impondo um regime de semiditadura. O Capitão David Porter lidera um esquadrão da cavalaria que se propõe a manter a Lei, ainda que esta proteja escroques e persiga inocentes. Entretanto, ele muda de lado quando os malfeitores Joseph Standish e H. L. Balfour envolvem o patriota Ben Westman em um caso de assassinato. Além desses problemas, Porter também tem dores de cabeça em casa, pois sua esposa Norah, sempre insatisfeita com seu modo de vida, passa a ser cortejada pelo Capitão Bill Hodges.

## Elenco
| Ator/Atriz       | Personagem           |
| ---------------- | -------------------- |
| Randolph Scott   | Capitão David Porter |
| Lex Barker       | Capitão Bill Hodges  |
| Phyllis Kirk     | Norah Porter         |
| Charles McGraw   | Ben Westman          |
| Henry Hull       | Coronel Chandler     |
| Elisha Cook, Jr. | Joseph Standish      |
| Hugh Sanders     | H. L. Balfour        |
| Lane Chandler    | Mike Faraday         |
| James Brown      | Conrad               |
| Fess Parker      | Kirby                |
| Mark Dana        | Tenente Williams     |